# Kiss Land (album)
Pour les articles homonymes, voir Kiss Land.
Albums de The Weeknd
Trilogy
(2012) Beauty Behind the Madness
(2015)
Singles
1. Kiss Land
Sortie : 17 mai 2013
2. Belong to the World
Sortie : 16 juillet 2013
3. Love in the Sky
Sortie : 30 juillet 2013
4. Live For
Sortie : 20 août 2013
5. Pretty
Sortie : 9 octobre 2013
6. Wanderlust
Sortie : 31 mars 2014

Kiss Land est le premier album studio du chanteur de R&B canadien The Weeknd, sorti en 2013.
L'album a débuté à la deuxième place du classement américain Billboard 200 et s'est vendu à 95 000 exemplaires au cours de sa première semaine. En mars 2019, l'album est certifié disque d'or aux États-Unis, s'étant vendu au total à 500 000 exemplaires dans le pays.

## Liste des pistes
| 1.    | Professional               | - Abel Tesfaye - Danny Schofield - Ahmad Balshe - Jason Quenneville - Rory Quigley - Ema Jolly - Finian Greenall | 6:08 |
| 2.    | The Town                   | - Tesfaye - Schofield - Balshe - Quenneville                                                                     | 5:07 |
| 3.    | Adaptation                 | - Tesfaye - Schofield - Balshe - Quenneville - Sting                                                             | 4:43 |
| 4.    | Love in the Sky            | - Tesfaye - Schofield - Balshe - Quenneville - Richard Munoz                                                     | 4:27 |
| 5.    | Belong to the World        | - Tesfaye - Schofield - Balshe - Quenneville                                                                     | 5:07 |
| 6.    | Live For (featuring Drake) | - Tesfaye - Aubrey Graham - Schofield - Balshe - Quenneville                                                     | 3:44 |
| 7.    | Wanderlust                 | - Tesfaye - Schofield - Balshe - Quenneville - Munoz - Joseph Bostani - Selfia Musmin - Albert Tamaela           | 5:06 |
| 8.    | Kiss Land                  | - Sébastien Tellier - Tesfaye - Jack Holkeboer - Schofield - Quenneville                                         | 7:35 |
| 9.    | Pretty                     | - Tesfaye - Schofield - Brandon Hollemon - Quenneville - Ricky Hilfiger                                          | 6:15 |
| 10.   | Tears in the Rain          | - Tesfaye - Schofield - Balshe - Quenneville                                                                     | 7:24 |
| 55:36 |                            | |      |

| pistes bonus iTunes Store | pistes bonus iTunes Store                           | pistes bonus iTunes Store                                                                             | pistes bonus iTunes Store | pistes bonus iTunes Store | pistes bonus iTunes Store | pistes bonus iTunes Store | pistes bonus iTunes Store | pistes bonus iTunes Store | pistes bonus iTunes Store |
| No                        | Titre                                               | Auteur                                                                                                | Producteur(s)             | Durée                     |                           |                           |                           |                           |                           |
| ------------------------- | --------------------------------------------------- | --- | ------------------------- | ------------------------- | ------------------------- | ------------------------- | ------------------------- | ------------------------- | ------------------------- |
| 11.                       | Wanderlust (Pharrell Remix)                         | - Tesfaye - Pharrell Williams - Schofield - Balshe - Quenneville - Munoz - Bostani - Musmin - Tamaela | Williams                  | 5:05                      |                           |                           |                           |                           |                           |
| 12.                       | Odd Look (interpétée par Kavinsky feat. The Weeknd) | - Sebastian Akchoté - Tesfaye - Vincent Belorgey - Ahmad Balshe                                       | Sebastian                 | 4:12                      |                           |                           |                           |                           |                           |
| 64:53                     |                                                     | |                           |                           |                           |                           |                           |                           |                           |

Crédits d'échantillonnage
- Professional contient un échantillon de Professional Loving, écrite par Ema Jolly et Finian Greenall, interprétée par Emika.
- Adaptation contient un échantillon de Bring on the Night, écrite par Sting, interprétée par The Police.
- Wanderlust contient un échantillon de Precious Little Diamond, écrite par Selfia Musmin et Albert Tamaela et interprétée par Fox the Fox.
- Kiss Land contient un échantillon de La Ritournelle, écrite et interprétée par Sébastien Tellier.

## Clips vidéos
- Kiss Land : 25 juin 2013
- Belong to the World : 16 juillet 2013
- Live For (feat. Drake) : 13 septembre 2013
- Pretty : 20 septembre 2013

## Classements et certifications
| Classements (2013)                  | Meilleure position |
| ----------------------------------- | ------------------ |
| Allemagne (Media Control AG)        | 93                 |
| Australie (ARIA)                    | 30                 |
| Australie (ARIA Urban Albums)       | 4                  |
| Belgique (Flandre Ultratop)         | 50                 |
| Belgique (Wallonie Ultratop)        | 41                 |
| Canada (Canadian Albums)            | 2                  |
| Danemark (Tracklisten)              | 6                  |
| Écosse (OCC)                        | 38                 |
| États-Unis (Billboard 200)          | 2                  |
| États-Unis (Top R&B/Hip-Hop Albums) | 1                  |
| France (SNEP)                       | 93                 |
| Irlande (IRMA)                      | 58                 |
| Norvège (VG-lista)                  | 25                 |
| Pays-Bas (Mega Album Top 100)       | 52                 |
| Royaume-Uni (UK Albums Chart)       | 12                 |
| Royaume-Uni (R&B Albums)            | 1                  |
| Suède (Sverigetopplistan)           | 60                 |
| Suisse (Schweizer Hitparade)        | 62                 |

| Classement (2013)                   | Position |
| ----------------------------------- | -------- |
| États-Unis (Billboard 200)          | 151      |
| États-Unis (Top R&B/Hip-Hop Albums) | 35       |
| États-Unis (Top R&B Albums)         | 12       |

### Certifications
| Région | Certification | Ventes/Streams |
| --- | ------------- | -------------- |
| Canada (Music Canada) | Or            | 0^             |
| États-Unis (RIAA) | Or            | 500 000^       |
| Royaume-Uni (BPI) | Argent        | 60 000^        |
| *Ventes selon la certification ^Mise en rayon selon la certification xNon précisé par la certification ‡ventes/streaming selon la certification |               |                |